# Colégio de Guiana
O Colégio da Guiana, em francês  Collège de Guienne foi uma escola fundada em 1533 em  Bordéus. A escola tornou-se famosa por ensinar as artes liberais entre 1537 e 1571. Teve como seu primeiro reitor o célebre humanista e pedagogo português, André de Gouveia. 

## Professores notórios
- André de Gouveia
- Mathurin Cordier
- Nicolas de Grouchy
- Guillaume Guérante
- Jean Visagier
- George Buchanan
- Marc-Antoine Muret
- Élie Vinet
- Jacques Peletier
- Robert Balfour
- Jean Binet
- Jean-Baptiste Rauzan

## Estudantes notórios
- Michel de Montaigne
- Joseph Justus Scaliger
- Francisco Sanches
- Pierre de Brach
- Étienne Cleirac